# Blepharita leucocyma
Blepharita leucocyma là một loài bướm đêm trong họ Noctuidae.